# Trecătoarea Oltului
Trecătoarea Oltului (cunoscută și sub numele de Pasul Covacipeter – maghiară Kovácspéter-hágó) este o trecătoare situată în Carpații Orientali între orașele Gheorgheni și Bălan la altitudinea de 1243 m și, se află între subunitatea Munțiilor Giurgeului numită Munții Voșlăbenilor și Munții Hășmaș.

Toponimul are ca origine izvorul Râului Olt aflat în proximitate, spre Munții Giurgeu. Varianta maghiară derivă de la Culmea Covacipeter, aflată în proximitate spre est-nord-est.

## Date geografice
Trecătoarea are la nord vârful Fagul Înalt de 1418 m (flancat de Muntele Mogoș Biuc la vest și Culmea Covacipeter spre est) și, la sud-sud-est Vârful Ascuțit de 1566 m (flancat la nord și la sud de Culmea Arama Neagră).
În arealul trecătorii se află cătunul Covacipeter, care aparține de orașul Gheorgheni, precum și un izvor de apă minerală. Izvorul propriuzis al Oltului (aflat mai jos) este captat artizanal - la îndemâna celor însetați. În apropiere – pe același Râul Olt, se află barajul care zăgăzuiește Lacul de acumulare Mesteacănul.
Pasul este străbătut de către DJ125A (drum de pământ) care face legătura între orașele Bălan și Georgheni. Acesta este circulabil înafara sezonului rece în principal dinspre orașul Bălan până la confluența cu pârâul Sărăturii. Cea mai apropiată stație de cale ferată se află la Gheorgheni.
Alte trecători în apropiere sunt pasurile Pângărați la nord, Izvoru Mureșului la sud, Fagului la est și Bucin la vest.

## Oportunități turistice
În locația respectivă se intersectează traseul turistic ce unește Pasul Pângărați sau Lacu Roșu cu Izvoru Mureșului, cu cel care vine de la Gheorgheni și se îndreaptă spre creasta Munților Hășmaș.
În apropiere se află:
- Parcul Național Cheile Bicazului - Hășmaș cu rezervațiile naturale asimilate în zona de protecție integrală Masivul Hășmașul Mare, Piatra Singuratică - Hășmașul Negru, Lacul Roșu, Cheile Bicazului, Avenul Licaș, Cheile Șugăului
- Peștera Șugău
- Stațiunea climaterică Izvoru Mureșului